# Sceloporus jarrovii
Sceloporus jarrovii là một loài thằn lằn trong họ Phrynosomatidae. Loài này được Cope mô tả khoa học đầu tiên năm 1875.

## Hình ảnh